# Stazione di Aragona Caldare
La stazione di Aragona Caldare è una stazione ferroviaria di diramazione di RFI e uno scalo ferroviario di smistamento sito in Provincia di Agrigento. Serve il centro abitato di Aragona.
Molto frequentata fino alla metà del secolo scorso in conseguenza dell'attività delle miniere di zolfo dell'area, è comunque anche oggi importante perché di fermata di tutti i treni per raggiungere le varie destinazioni: per i treni provenienti da Caltanissetta e Catania e diretti ad Agrigento assicura il proseguimento verso Roccapalumba e per quelli provenienti da Palermo la prosecuzione verso Canicattì e Licata.

## Storia
La stazione di Aragona Caldare venne costruita nell'ambito dei lavori di costruzione della ferrovia da Palermo a Porto Empedocle realizzata dalla Società Vittorio Emanuele come parte importante del progetto di connessione mediante la strada ferrata delle aree zolfifere del bacino nisseno-agrigentino dirigendone i prodotti minerari verso il porto di Porto Empedocle.
La stazione venne costruita a valle ad alcuni chilometri dal centro abitato e inaugurata in concomitanza con l'apertura all'esercizio della tratta ferroviaria tra Comitini e Porto Empedocle avvenuta il 1º novembre del 1874 realizzando il 30 settembre 1875, con l'apertura del tratto Comitini-Passofonduto, il collegamento diretto con Palermo. La stazione venne poi collegata alla stazione di Canicattì il 3 novembre 1880 realizzando il collegamento con la ferrovia Caltanissetta Xirbi-Agrigento e la ferrovia Catania-Agrigento divenendo così una stazione di diramazione. 
Lo scalo continuò a crescere e a divenire sempre più importante con traffico merci e viaggiatori per tutte le direzioni con l'aumento dell'estrazione di zolfo che proveniva dall'area di Comitini e Racalmuto e dal complesso minerario Trabia-Tallarita. La progressiva diminuzione della produzione e in seguito la chiusura di molte miniere di zolfo ha prodotto la contrazione del traffico merci relativo ma la stazione mantenne un consistente traffico viaggiatori durante l'ondata migratoria degli anni cinquanta e sessanta successiva alla chiusura delle miniere stesse, che produsse un fortissimo calo demografico in molte aree della Sicilia centrale a causa dell'esodo di migliaia di lavoratori dell'agrigentino verso le miniere di carbone del Belgio ed altre zone dell'Europa centrale.

## Strutture e impianti
La stazione insiste sulla direttrice ferroviaria Palermo-Agrigento per la quale è stazione passante. In essa confluisce la linea proveniente da Caltanissetta e Canicattì (che dalla Stazione di Canicattì raggiunge la costa sud giungendo a Licata e Gela proseguendo per Ragusa e Siracusa senza elettrificazione). Ambedue le tratte sono oggi elettrificate a corrente continua a 3000 volt.
Data la sua posizione strategica venne dotata di rifornitore di acqua e carbone per le locomotive a vapore. Venne dotata inoltre di una piattaforma girevole da 15 metri di diametro, di pesa per carri merce, e di sagoma limite.

## Movimento
La stazione è servita esclusivamente da treni regionali diretti in varie destinazioni tra cui Agrigento Centrale, Palermo Centrale, Palermo Aeroporto, Caltanissetta Centrale e Caltanissetta Xirbi. Le destinazioni di Agrigento Centrale e Palermo Centrale hanno collegamenti con cadenza oraria.
Occasionalmente la stazione è servita anche da treni storici diretti a Porto Empedocle.
Fino al 2010 nella stazione effettuavano fermata gli espressi a lunga percorrenza denominati Freccia del Sud che collegavano Agrigento con Milano e Roma, poi soppressi alla fine del 2010 con il cambio di orario del 2011.
La stazione dista 13 km da Agrigento Centrale, 59 km da Caltanissetta Centrale, 65 da Caltanissetta Xirbi, 125 km da Palermo Centrale, e 181 km da Catania Centrale.

## Servizi
- Biglietteria self-service
- Sala d'attesa
- Annuncio sonoro treni in arrivo, in partenza e in transito
- Sottopassaggio pedonale
- Ascensori

## Interscambi
- Parcheggio